# Liste des Concorde

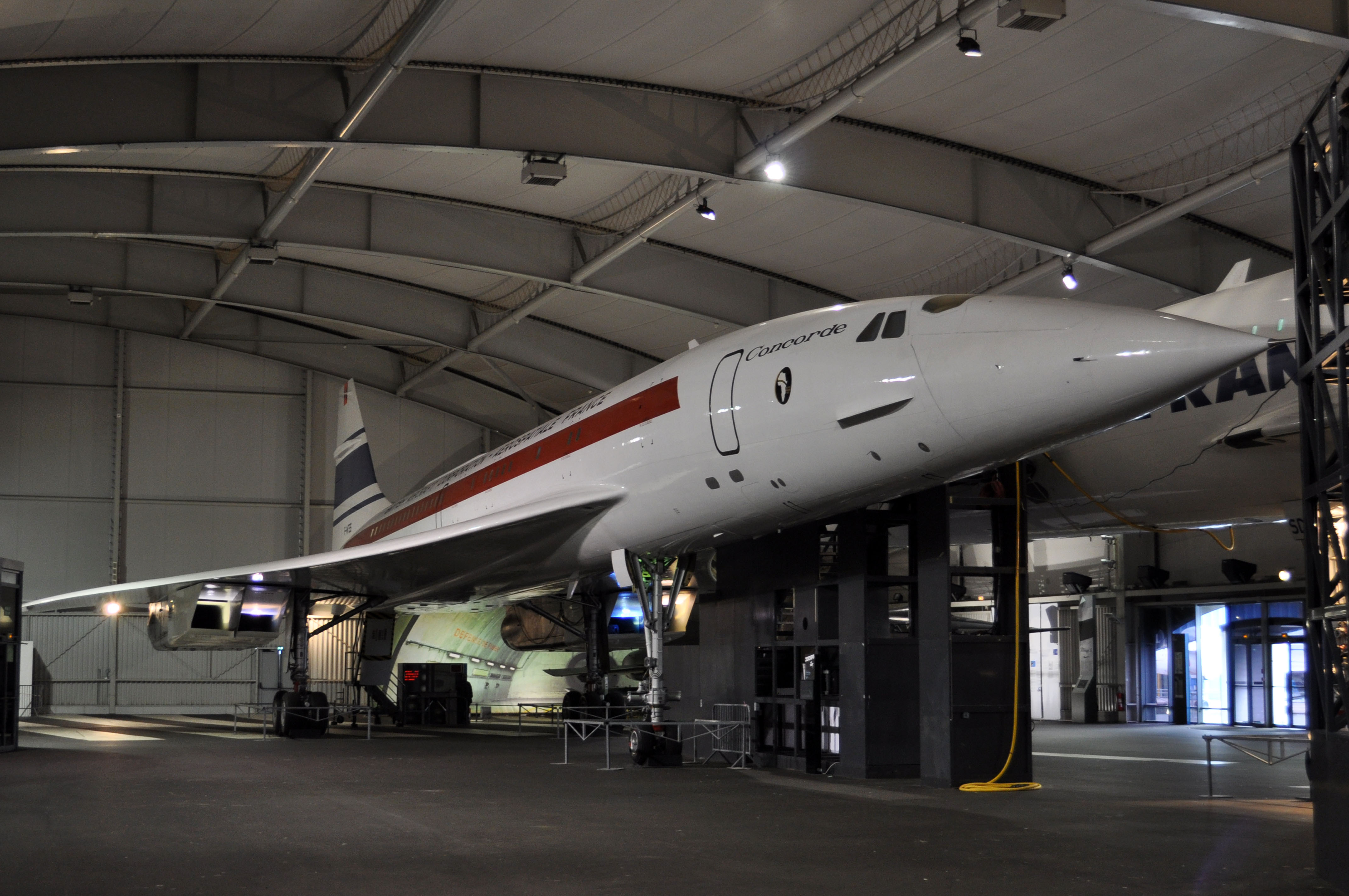
Le Concorde 001 au Musée de l'Air et de l'Espace du Bourget.

Le Concorde, avion de ligne supersonique franco-britannique, a été construit en seulement 20 exemplaires. 6 appareils ont servi pour le développement et 14 pour les vols commerciaux.
Il y a ainsi eu :
- deux prototypes (001 et 002) : 001 assemblé à Toulouse, 002 assemblé à Filton ;
- deux appareils de pré-production (101 et 102) ;
- seize appareils de production (201 à 216) dont :
  - les deux premiers, qui n’ont jamais fait de service commercial (la mise au point n’étant pas terminée),
  - les quatorze autres firent les vols commerciaux et neuf étaient encore en service en avril 2003.

Les avions étaient produits à Toulouse et à Filton. Pour les prototypes et les appareils de production, les avions français avaient un numéro de série impair tandis que celui des britanniques était pair. Pour les appareils de pré-production, c'était l'avion britannique qui portait un numéro impair et l'avion français qui avait un numéro pair. Le dernier à voler a été le 216, qui a effectué son dernier vol le 26 novembre 2003.
Tous sauf deux ont été préservés, ce qui représente 90 % des appareils produits qui n’ont, pour l’instant, pas été détruits. Cela est très rare en aéronautique.

## Descriptif détaillé

### Prototypes

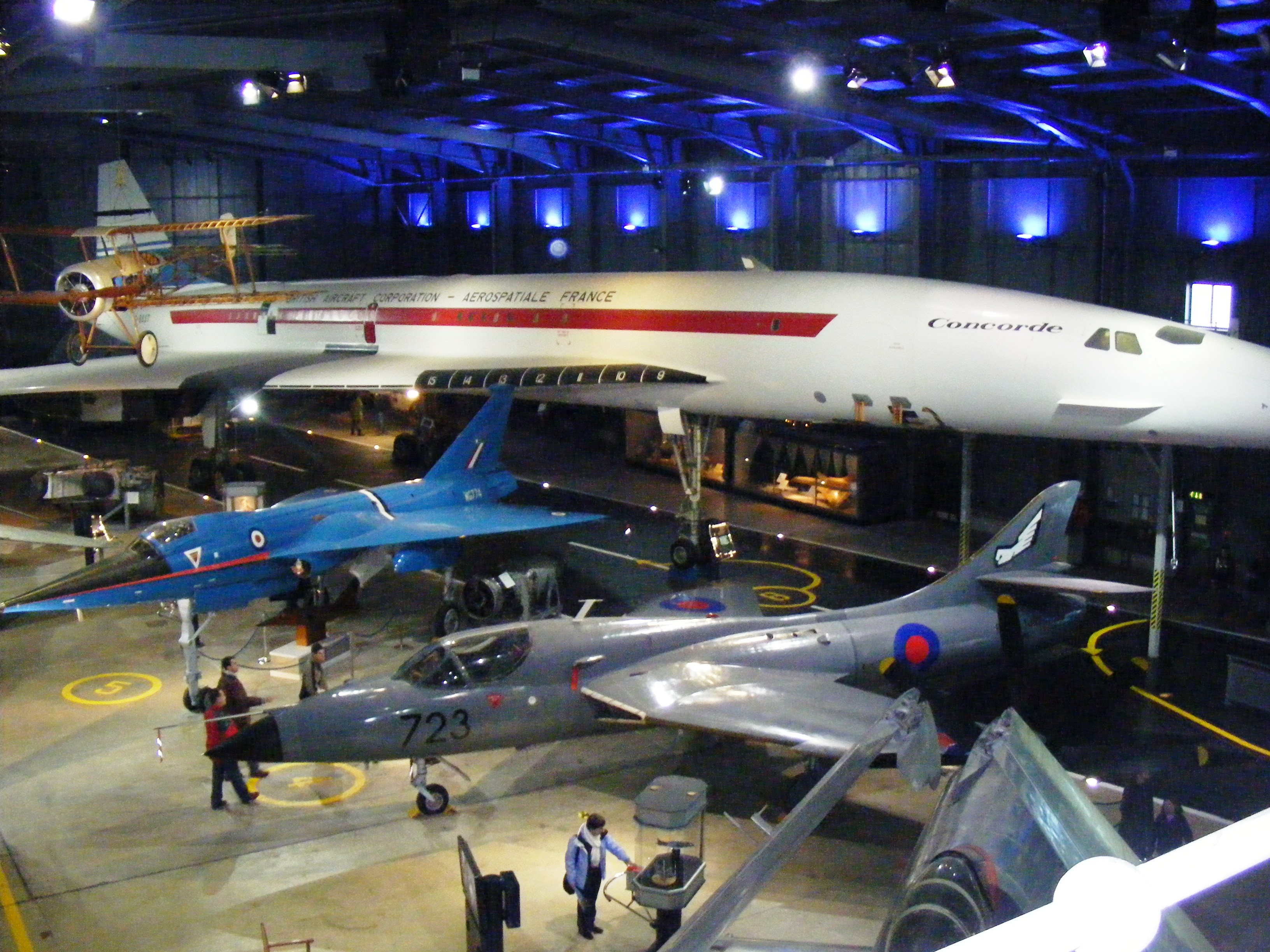
Le 002 au.

Les deux prototypes sont plus petits que les appareils suivants. Ils mesuraient 51,8 m de long pour 23,8 m d’envergure. « Il avait été envisagé que le premier prototype soit calculé pour 100 tonnes, finalement il le fut pour 138 mais au cours du programme d’essais, pour augmenter la durée des vols en supersonique, de nombreux vols furent effectués à des masses au-delà de 138 tonnes jusqu’à une valeur maximale de 155 tonnes. » (Henri Perrier, Le développement du programme Concorde).
Les prototypes n’ont pas véritablement de verrières mais des sortes de hublots sur le nez, ce qui réduit beaucoup la visibilité en supersonique quand le nez est remonté. Ils sont également équipés d'une trappe d'accès à l'arrière, sous le fuselage, comme sur la Caravelle.
- F-WTSS (001) fut le premier Concorde à voler le 2 mars 1969 à Toulouse, et est depuis le 19 octobre 1973 au musée de l'air et de l'espace de l’aéroport du Bourget, après avoir effectué 397 vols d’une durée totale de 812 heures, dont 255 passées à vitesse supersonique[1],[2]. Cet appareil est détenteur du record d'altitude pour un avion non-militaire (73 000 pieds) établi le 16 mars 1973 avec André Turcat aux commandes[3]. L'appareil fut ensuite modifié pour permettre des observations scientifiques lors de l'Éclipse solaire du 30 juin 1973. Le Concorde 001 est aujourd’hui entretenu par des anciens techniciens bénévoles sous la houlette du service conservation du musée de l’Air et de l’Espace.
- G-BSST (002) a effectué son premier vol le 9 avril 1969 à Filton, Angleterre. Il est exposé au Fleet Air Arm Museum (en)[4] à l’aéroport naval royal de Yeovilton (Somerset) depuis le 4 mars 1976[5]. Il a fait 438 vols, dont 196 supersoniques.

### Appareils de pré-production

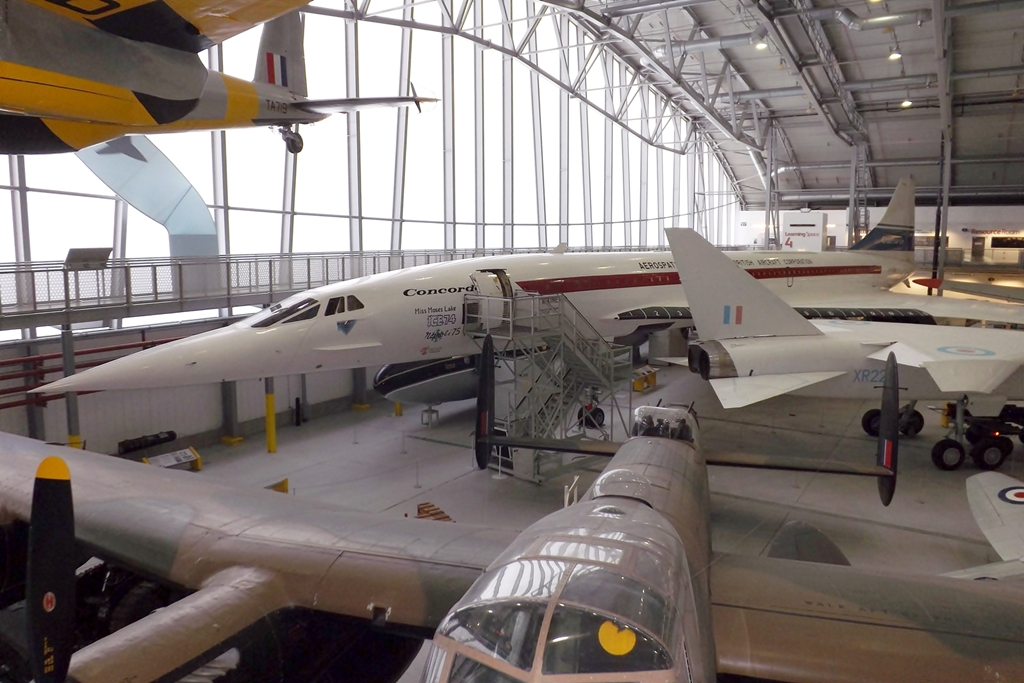
Le Concorde 101 (G-AXDN) à Duxford.

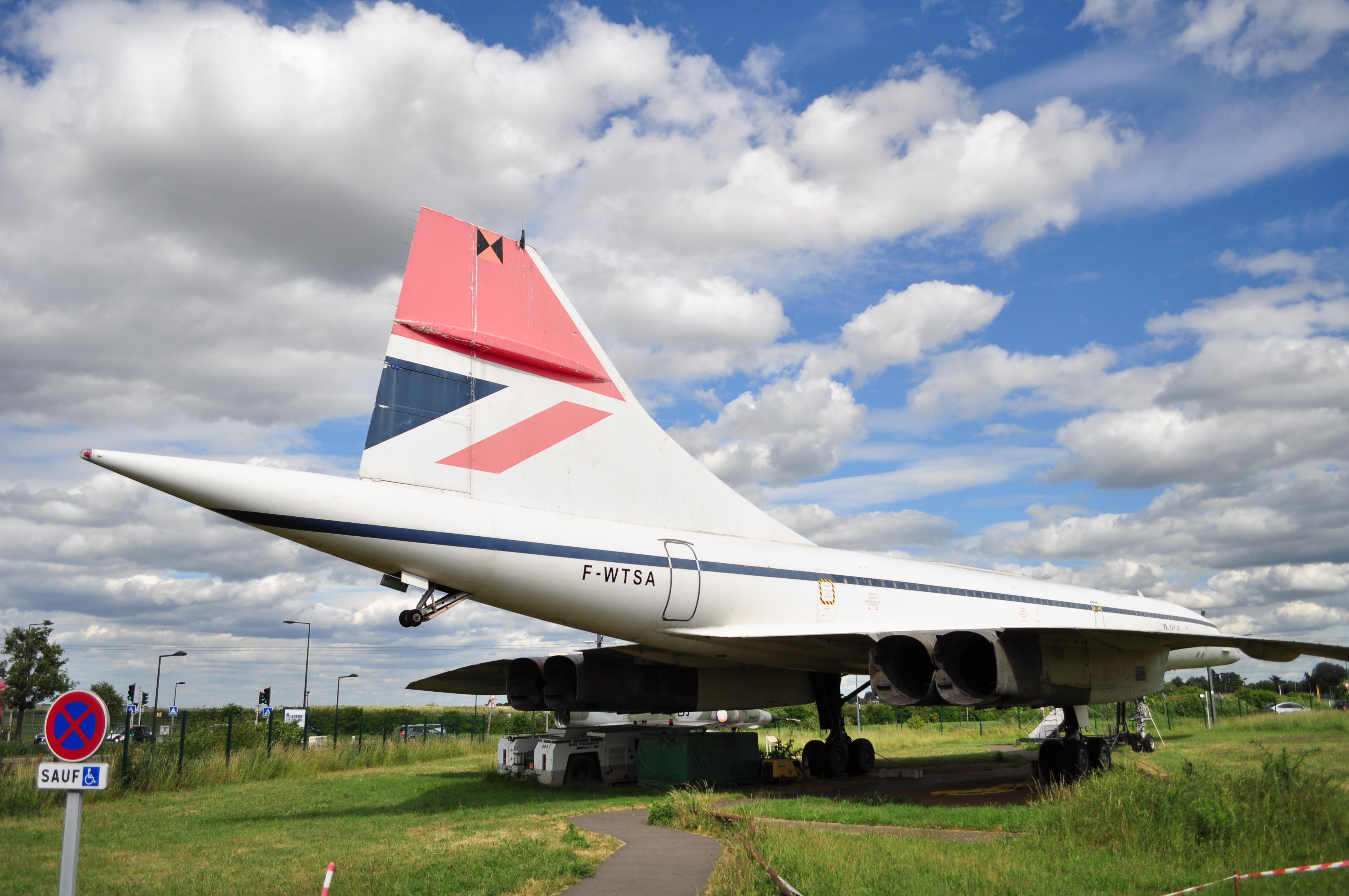
Le Concorde 102 (F-WTSA) exposé au Musée Delta, à Athis-Mons. Le côté droit porte la livrée de la British Airways du début des années 1970 ; le côté gauche est peint aux couleurs d'Air France de la même époque.

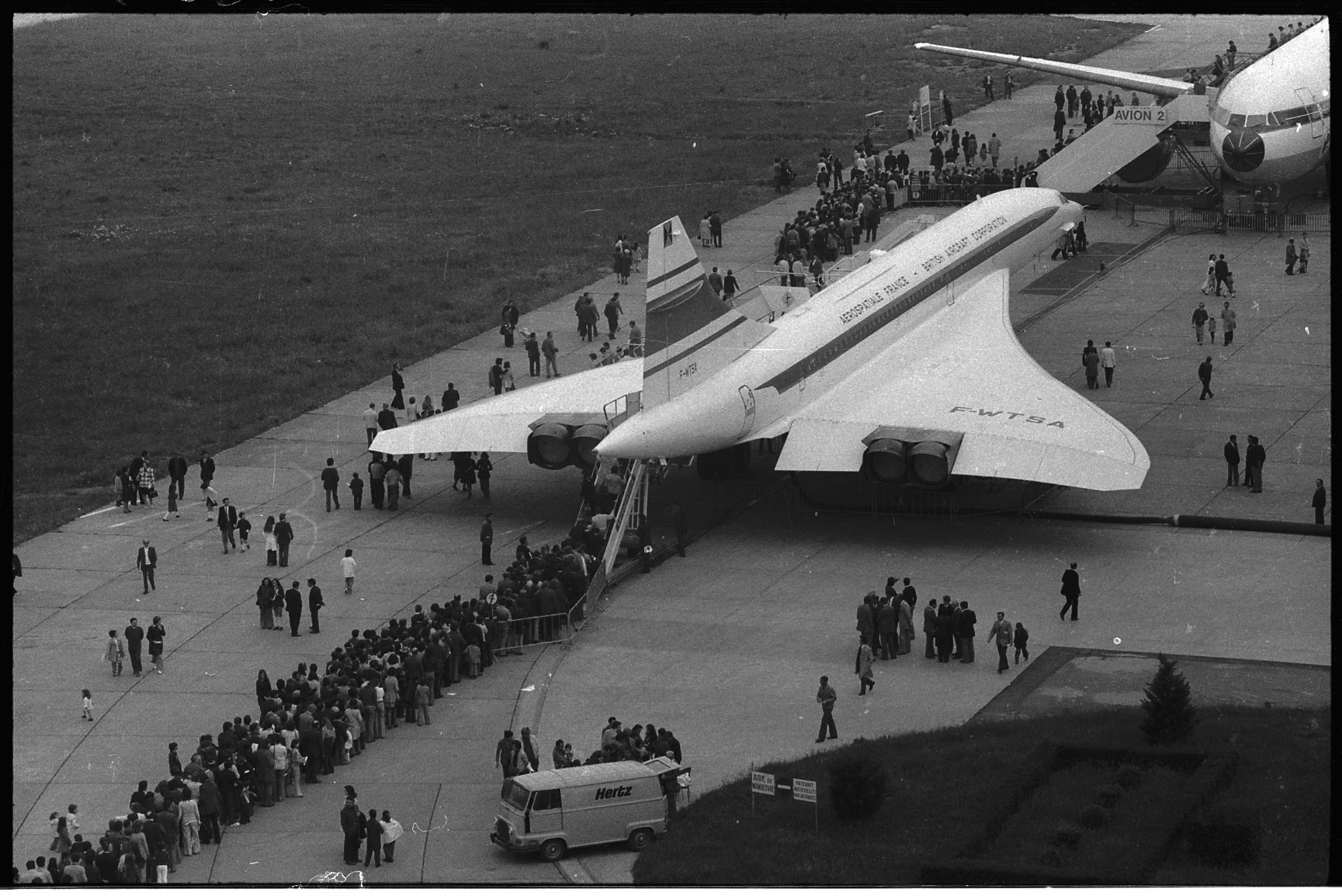
Présentation officielle du Concorde (F-WTSA) à St Martin du Touch le 10 mai 1973.

Finalement les appareils de série furent certifiés pour une masse maximale au décollage de 185 tonnes (Henri Perrier). Le cône arrière est allongé sur le second de ces appareils.
- G-AXDN (101) fut installé dans le musée aéronautique de Duxford (Cambridgeshire)[6], le 20 août 1977, après avoir effectué 269 vols, dont 168 supersoniques. Cet appareil est détenteur du record de vitesse établi à Mach 2,23[7] le 14 avril 1974.
- F-WTSA (102) fut le premier Concorde à traverser l’Atlantique. C’est le premier appareil à recevoir des freins en carbone et les tuyères 28 à coquille. Il effectua 314 vols, dont 189 supersoniques, et fut installé à l’aéroport d'Orly dans le Val-de-Marne le 20 mai 1976. Il a quitté l’aéroport d’Orly et a été confié à l’association Athis Paray Aviation - Musée Delta située sur la commune d’Athis-Mons dans l’Essonne le 12 avril 1988 après avoir été racheté pour un franc symbolique afin qu’il échappe à la casse. Cet appareil est peint aux couleurs de la British Airways sur un côté et aux couleurs d'Air France sur l'autre.

Les appareils de pré-production ont introduit les portes d'accès avant avec une cinématique d'ouverture vers la gauche en entrant dans la cabine alors que les prototypes ont été construits avec une cinématique d'ouverture de porte vers la droite.

### Appareils de production non commerciaux

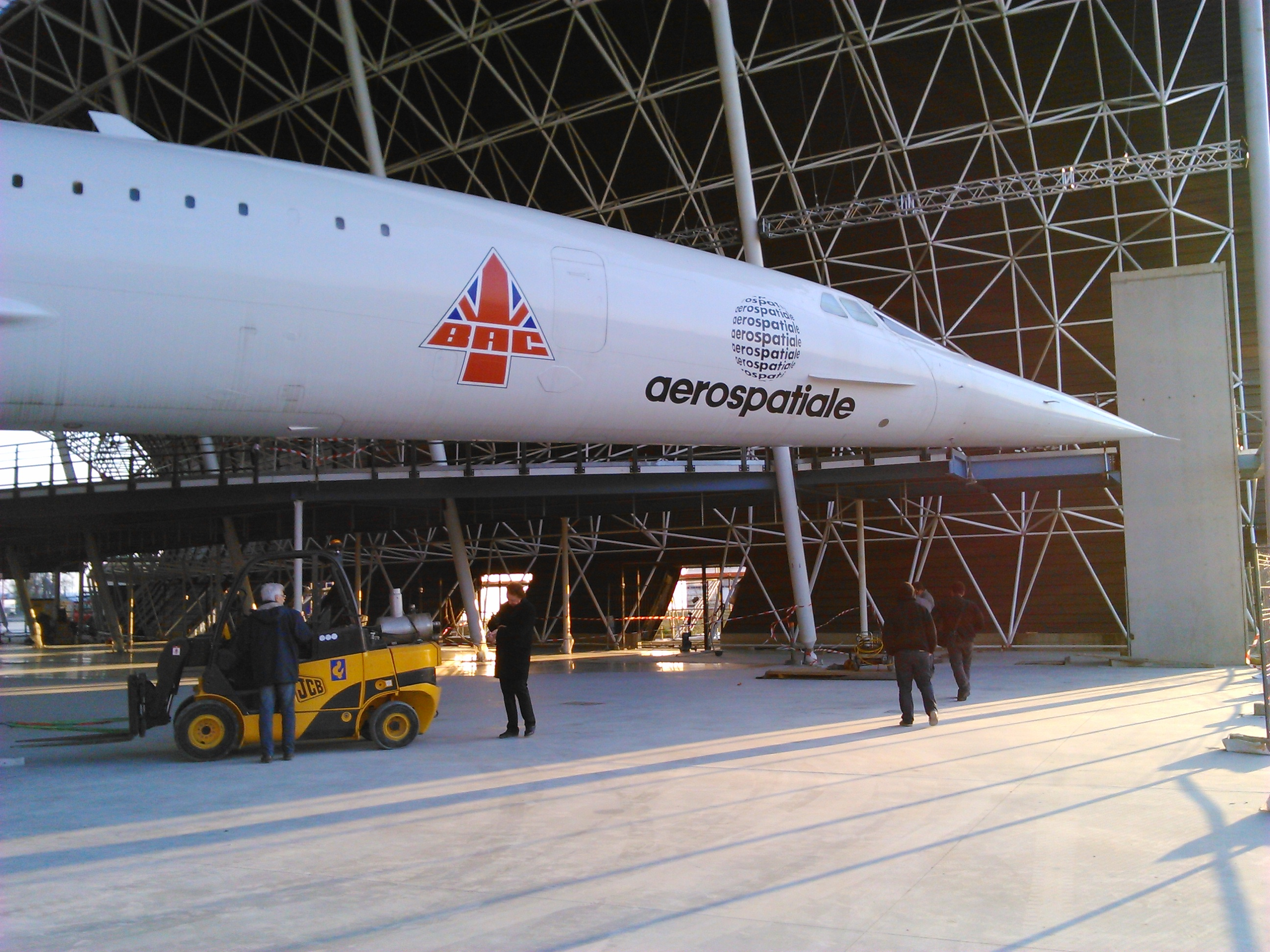
Concorde 201 (F-WTSB) à Aeroscopia

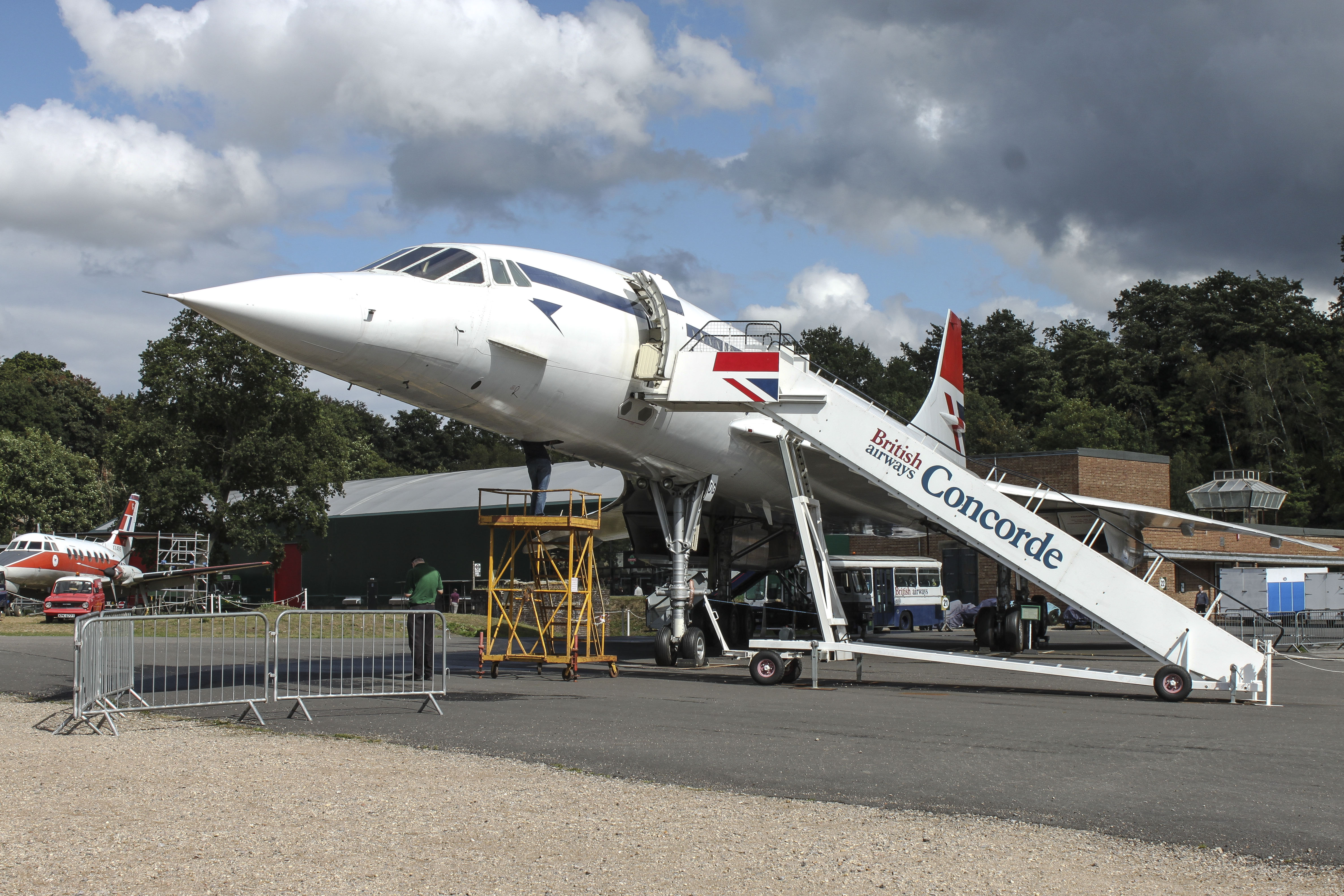
Concorde 202 (G-BBDG) au Musée Brooklands

- F-WTSB (201) a volé pour la dernière fois en avril 1985 de Châteauroux à Toulouse[8] où il stationnait à l'une des entrées du complexe industriel de la société Aérospatiale (entrée nord, usine Clément-Ader). Il a également permis de valider l'intégration du mini-manche qui allait équiper l'Airbus A320. Après avoir orné l'entrée du site Airbus de Saint-Martin du Touch jusqu'en 2012 sur le site du musée des Ailes Anciennes Toulouse, il a été transporté jusqu'au Airbus Delivery Center de Toulouse (près de la chaine d'assemblage de l'A380). Il est, depuis le 14 janvier 2015, avec le Super Guppy des Ailes Anciennes, l'A300B, et deux Caravelles exposé dans le musée Aeroscopia.
- G-BBDG (202) a volé pour la dernière fois le 24 décembre 1981 après avoir effectué 1 283 heures de vol. Il fut utilisé pour tester les mises à jour de l'appareil mais aussi comme source de pièces de rechange. Après avoir été totalement démantelé, il a été entièrement restauré[9] grâce à une équipe de passionnés au musée de Brooklands situé à Weybridge[10] où il est ouvert au public[11].

### Flotte d'Air France
Sept avions commerciaux furent aux couleurs d'Air France :
- F-BTSC (203), dit « Sierra Charlie », d'abord immatriculé F-WTSC[12]. Il est utilisé pour le film Airport 80 Concorde, il transporte le Pape Jean-Paul II en 1989 entre La Réunion et Lusaka. Il est démonté et rénové en 1998-1999. Il s'est écrasé à Gonesse, à proximité de Paris, le 25 juillet 2000 lors du Vol 4590 Air France[12]. Ses débris sont restés sous scellés dans un hangar du Bourget et sont détruits en 2019[13].

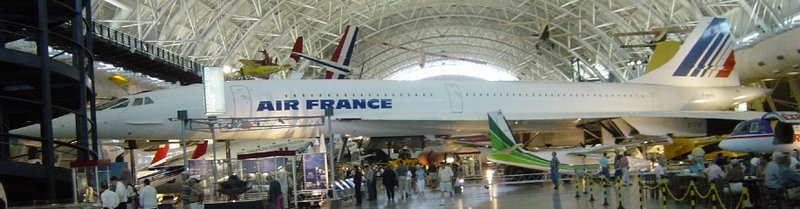
Le 205 au musée

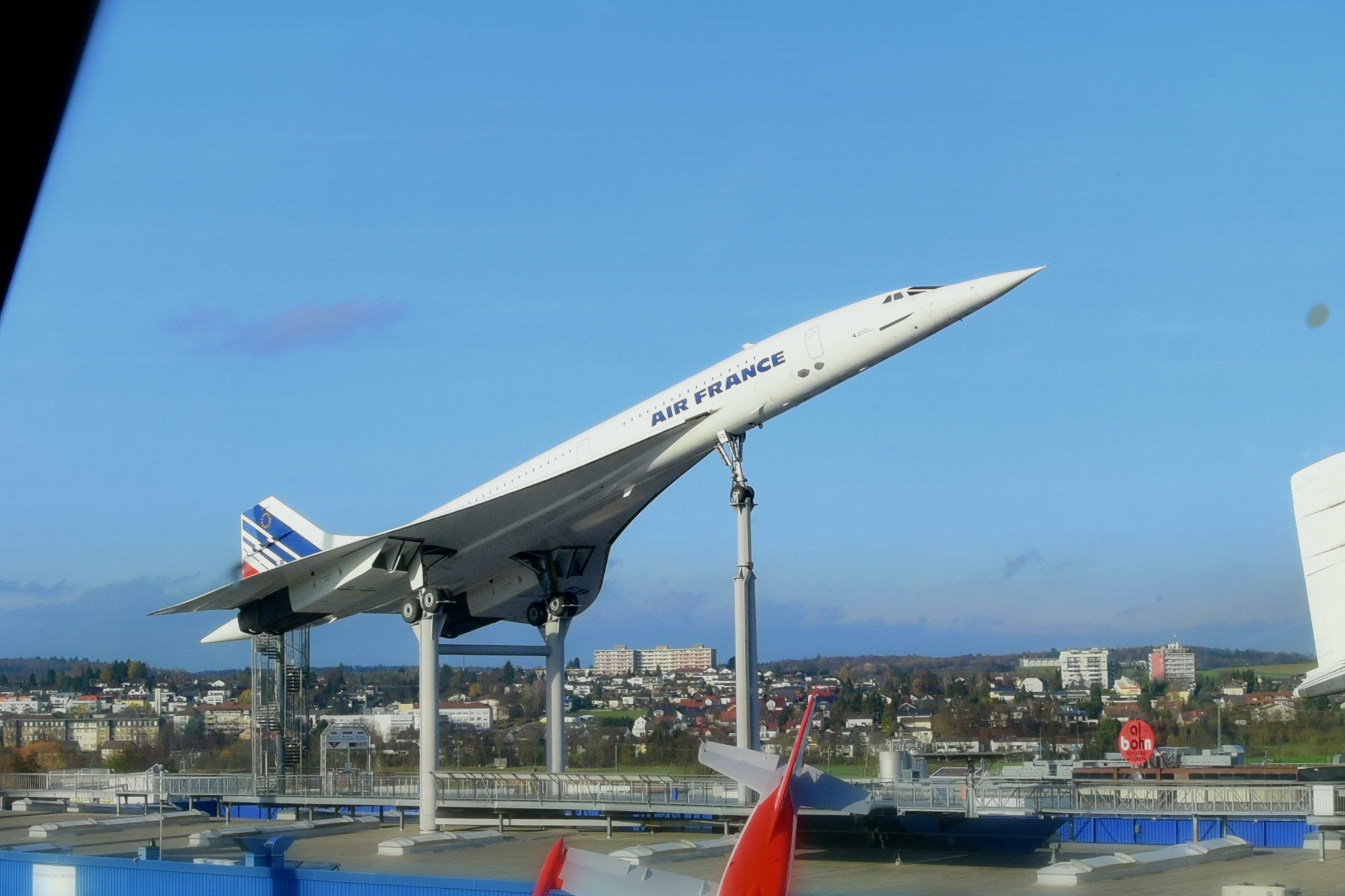
Le 207 (F-BVFB) à Sinsheim

- F-BVFA (205) fit le dernier vol vers le Smithsonian's new Air and Space Museum de l'aéroport international de Washington Dulles le 12 juin 2003, il fut aussi le premier appareil de série livré à Air France pour le service commercial en 1976[14].
- F-BVFB (207) fut vendu pour 1 euro symbolique au musée de l’automobile et des technologies de Sinsheim[15] en Allemagne. Il fit le vol Karlsruhe-Baden–Aéroport militaire de Baden, dans le sud-ouest de l’Allemagne le 24 juin 2003. Après qu’on eut démonté ses ailes, sa dérive et ses cônes de nez et de queue, il a été transporté par la route et par les canaux, pour rejoindre un Tupolev Tu-144 (le CCCP-77112) déjà présent à Sinsheim[16].
Il est avec le F-BTSD et le F-BVFC, un des trois appareils dont le système hydraulique est encore partiellement en état de fonction. Le musée pratique de temps à autre la descente du nez depuis une commande externe située au sol[17]

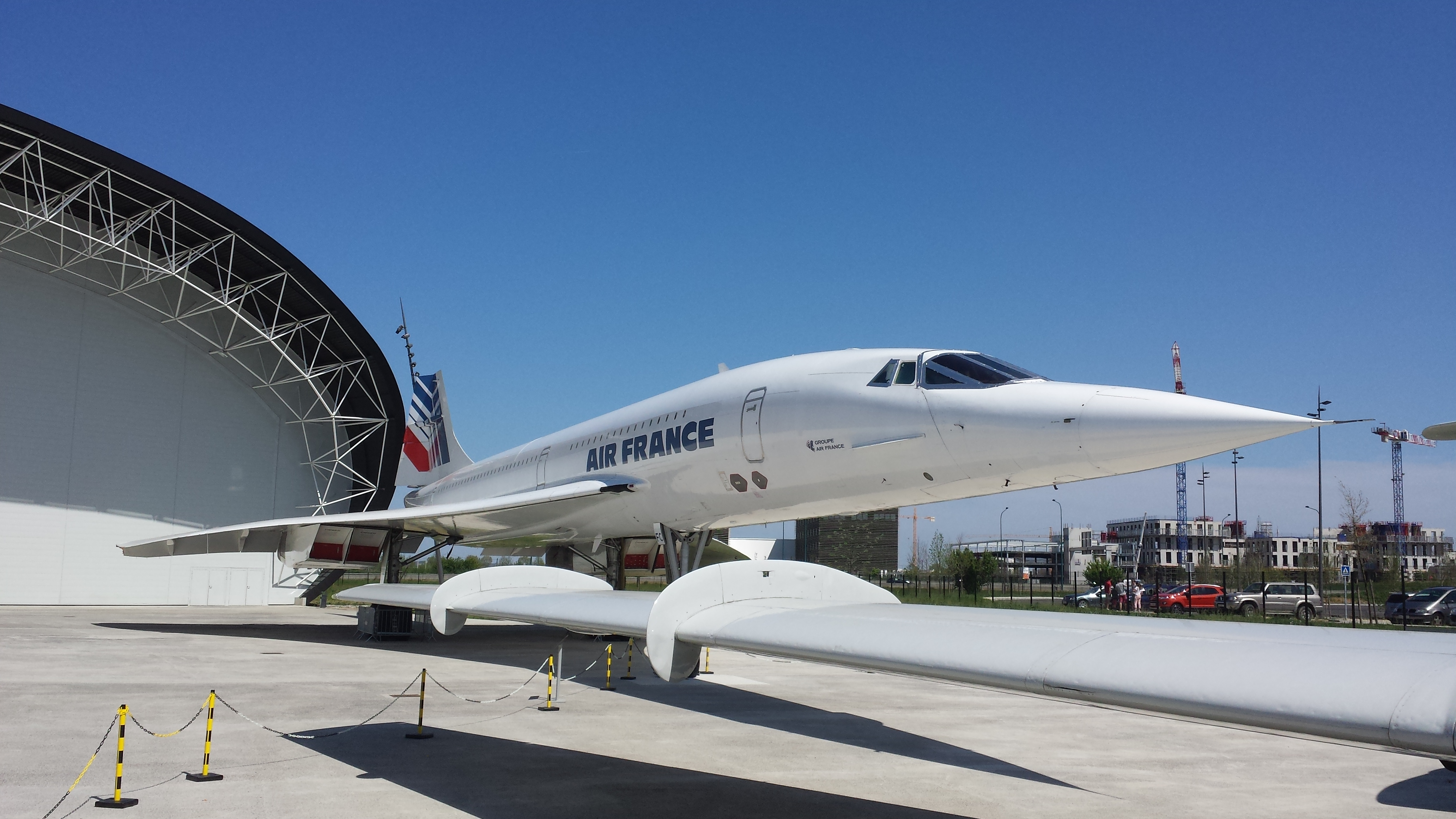
Concorde 209 (F-BVFC) au Musée aeroscopia

- F-BVFC (209) est à la retraite à l'usine d'Airbus de Toulouse[8], où les Concorde « français » (ils ont été en réalité tous franco-anglais) furent construits, depuis le 27 juin 2003, où il rejoignit le 201 (F-WTSB). Son dernier vol (également le dernier pour la flotte Air France) fut supersonique et se fit au-dessus de Toulouse. Toujours aux couleurs d'Air France, il est aujourd'hui stationné au musée Aeroscopia, où se trouve également le F-WTSB.
- F-BVFD (211) effectua son vol inaugural le 10 février 1977 et fut livré à Air France le 26 mars de la même année. Il fut endommagé lors d'un atterrissage trop rude à Dakar (taux de descente de 14 pieds par seconde au lieu des 10 habituels) le 28 novembre 1977[18], ce qui abîma la roulette et le cône de queue, une paupière de réacteur et endommagea sérieusement la cellule. Il fut réparé mais les modifications effectuées entraînèrent une forte surconsommation de carburant.
Cet appareil porta aussi l'immatriculation N94FD lors de son exploitation par la société Braniff International pour des vols sur le territoire américain (Dallas ⇄ New York) entre le 12 janvier 79 et le 1er juin 1980 où ses capacités supersoniques n'étaient pas utilisées. 
Il effectua son dernier vol le 27 mai 1982 et fut retiré du service après seulement 5 814 heures de vol et fut ensuite utilisé comme source de pièces de rechange, notamment le poste de pilotage qui servit à alimenter le 214 (G-BOAG) en pièces détachées. Le nez a été vendu aux enchères à un riche collectionneur américain pour la somme de 300 000 F (environ  46 000 €). Son entreposage à l'extérieur contribua, par la suite, à sa dégradation et il fut démantelé en 1994[19].
Seule la section centrale, un morceau de fuselage de 6 m de long, existe encore à Dugny près du Bourget, mais est malheureusement à l'abandon et n'est pas accessible au public[20].

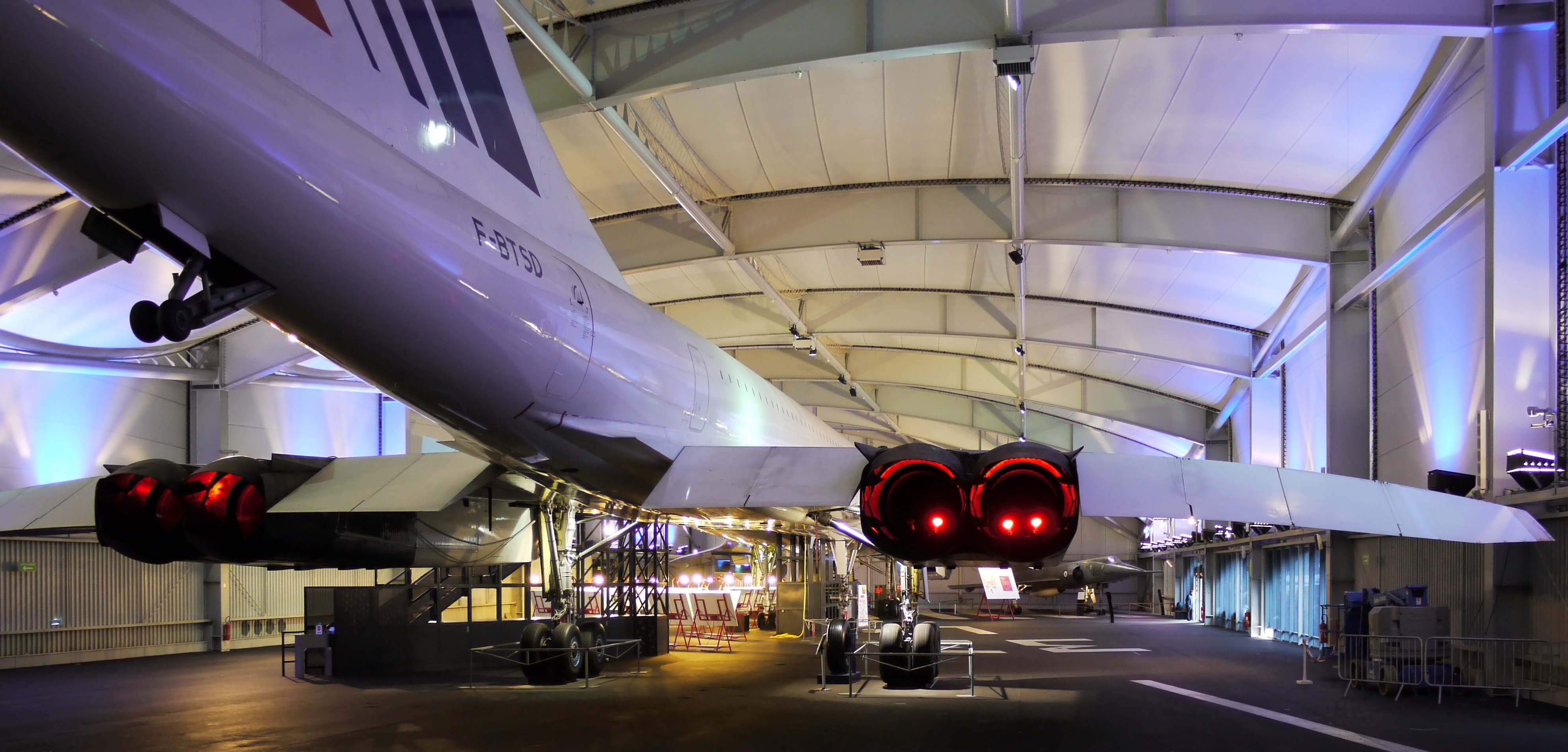
Le 213 « Sierra Delta » au Bourget.

- F-BTSD (213), dit « Sierra Delta »[21], a été confié au musée de l'air et de l'espace du Bourget (France) le 14 juin 2003, où il est exposé à côté du premier prototype. En 1996, cet appareil fit une campagne de publicité aux couleurs de Pepsi[22]. Il détient les records du tour du monde, avec escale, par l'est et l'ouest. À noter qu'il est également plus léger de plus de 800 kg que ses jumeaux. Il est aujourd'hui entretenu par une équipe d'anciens techniciens bénévoles passionnés sous la houlette du service conservation du musée de l'Air et de l'Espace. Ses circuits électriques et hydrauliques sont en état de fonctionnement partiel permettant par exemple des manipulations comme l'actionnement du nez basculant et des commandes de vol, ainsi que la mise sous tension des équipements du cockpit[23],[24]. Un projet de remise en route des réacteurs avait été annoncé par le Directeur du Musée de l'Air et de l'Espace, Gérard Feldzer lors de l'émission C dans l'Air diffusée sur France 5 le 3 février 2010 dont le sujet était « Fallait-il arrêter Concorde ? »[25].

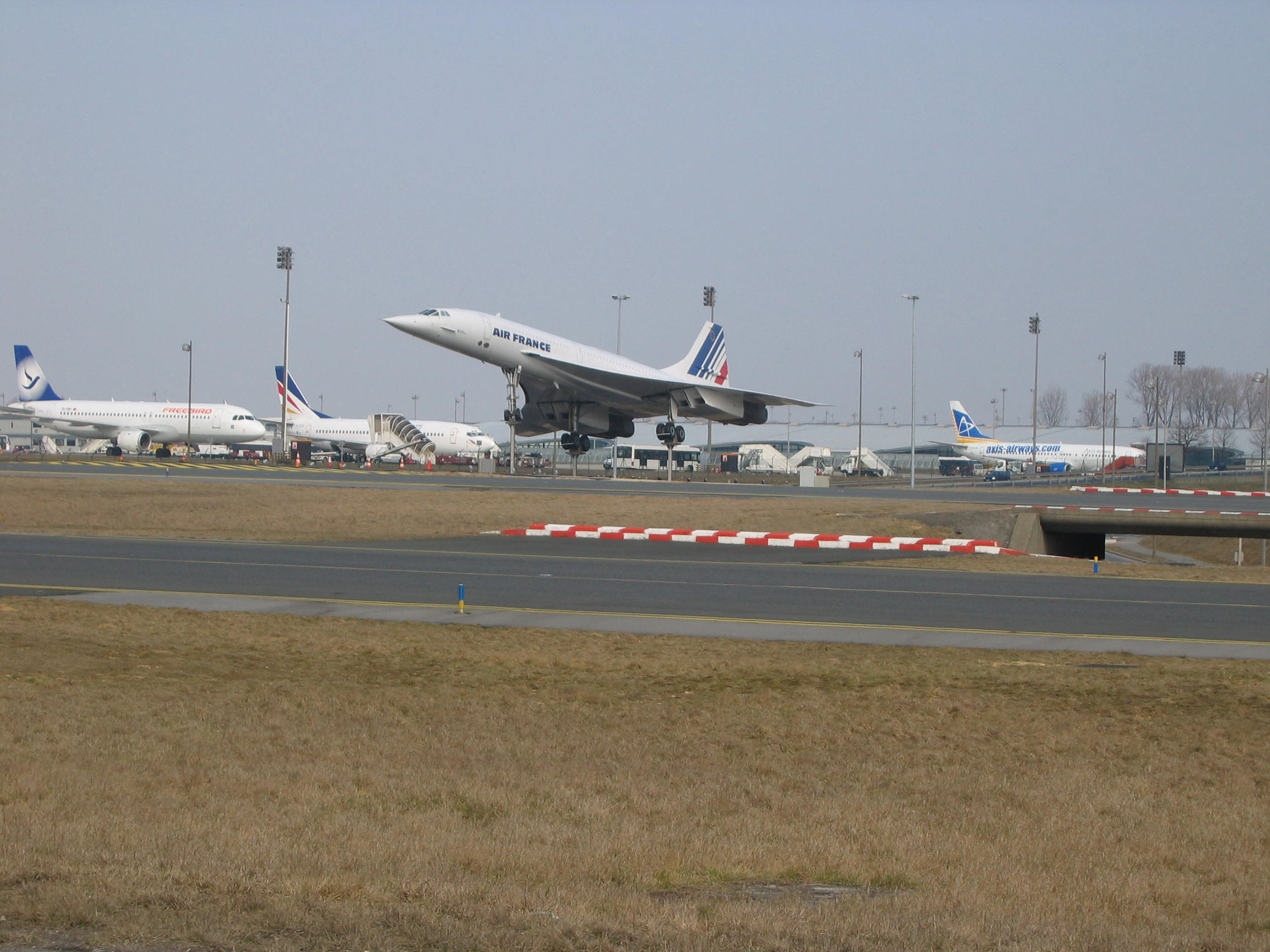
Le 215 exposé à Roissy CDG.

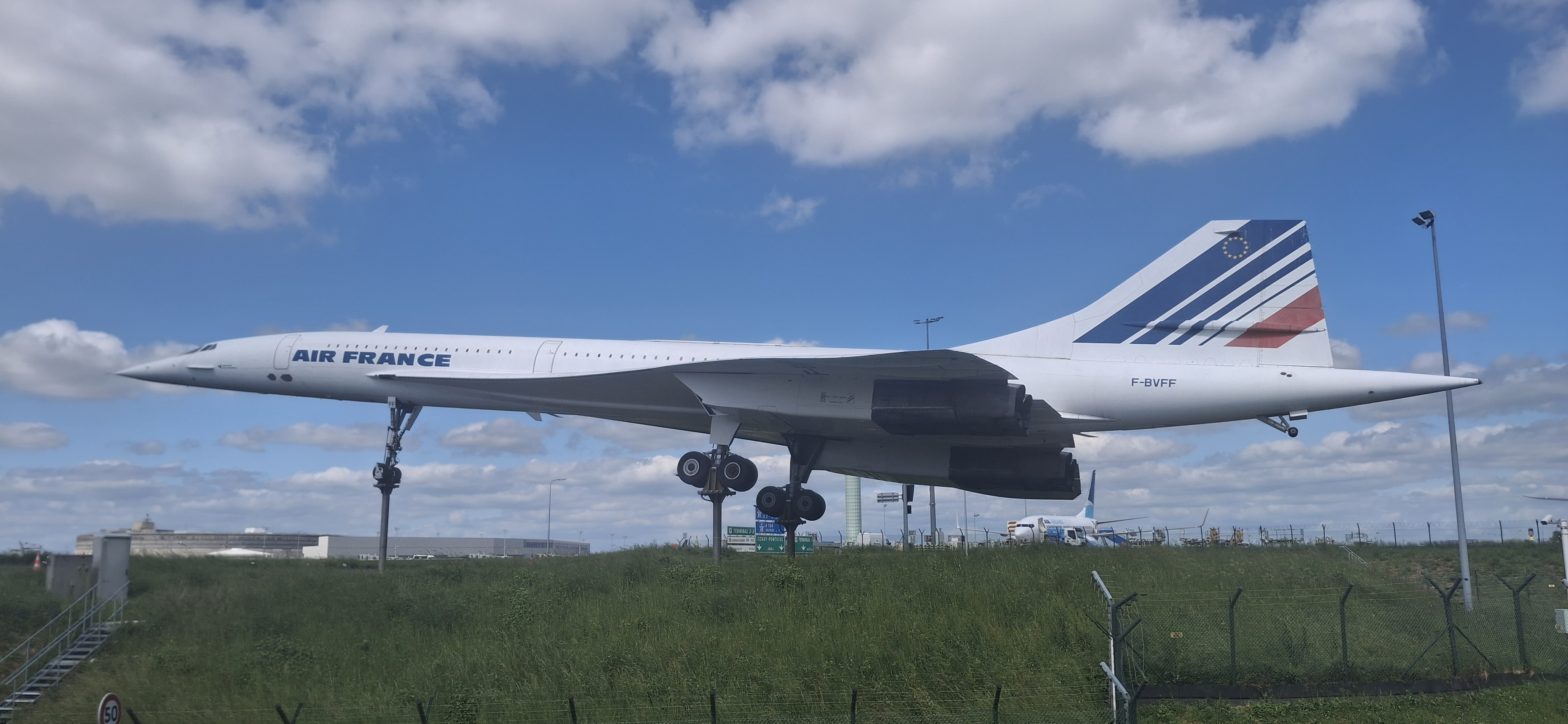
Vue latérale du 215.

- F-BVFF (215) se trouve dans l'aéroport international Charles-de-Gaulle de Paris. Cet appareil est le seul que la compagnie Air France possède encore. En 2000, lors du crash du SC, cet avion venait d'entrer en grande visite à CDG et était en cours de démontage. Il a effectué son dernier voyage le 17 octobre 2005 en étant tracté vers l'emplacement qui lui a été réservé à Roissy, à proximité d'une des tours de contrôle. Le 19 octobre, il a été levé par des grues pour être placé sur trois piliers[26]. Concorde est en position cabrée, et incliné vers la droite, dans une position correspondant au premier virage qu'il effectuait après son décollage sur la piste 27.

### Flotte de British Airways

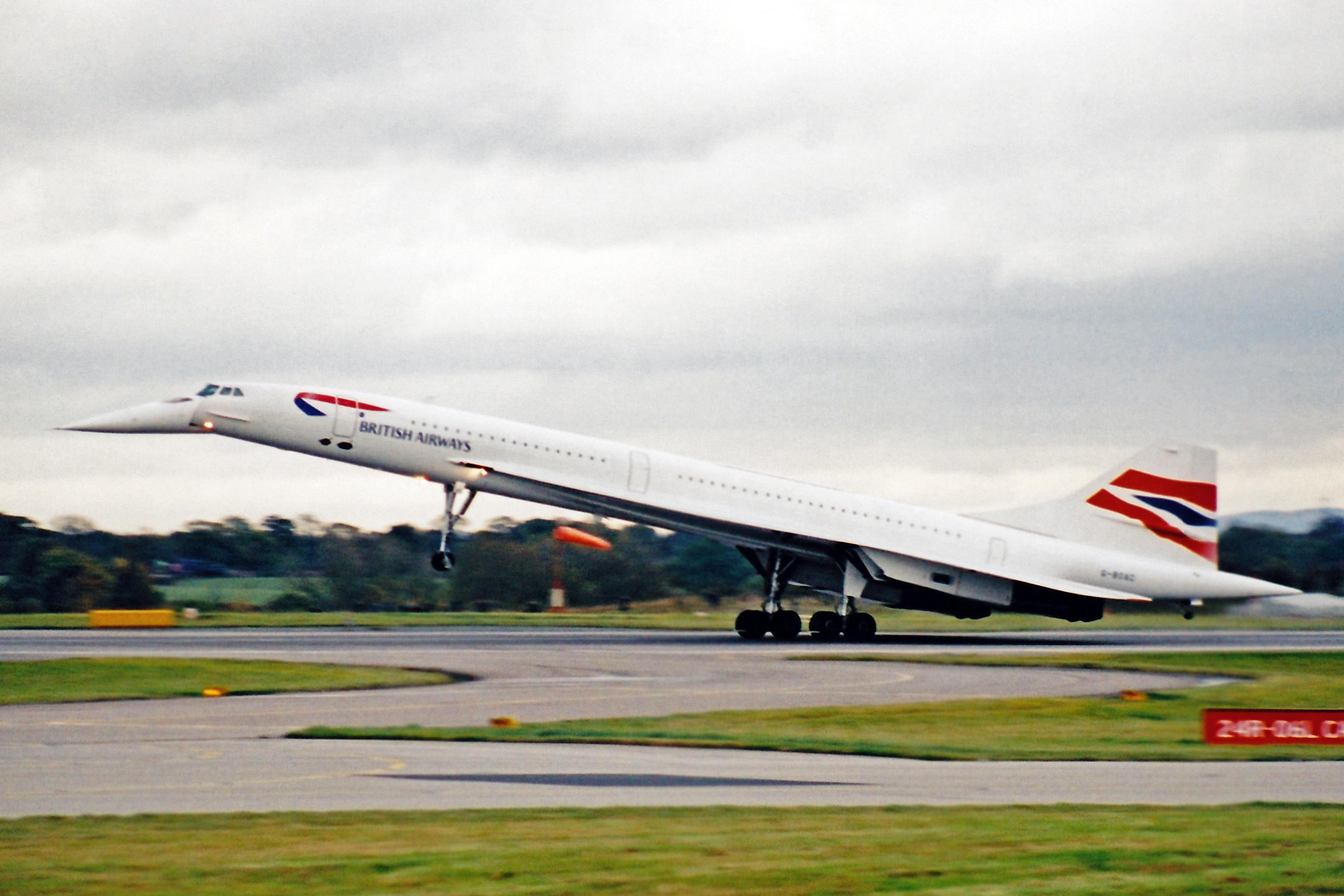
Dernier vol du Concorde 204 (G-BOAC) le 31 octobre 2003.

Sept avions commerciaux furent aux couleurs de British Airways :
- G-BOAC (204) Le porte-drapeau de la flotte (à cause de son nom d'enregistrement BOAC) fit son dernier vol vers le parc de visite de l'aéroport de Manchester[27] (Royaume-Uni) le 31 octobre 2003. Son premier vol a été effectué le 27 février 1974.

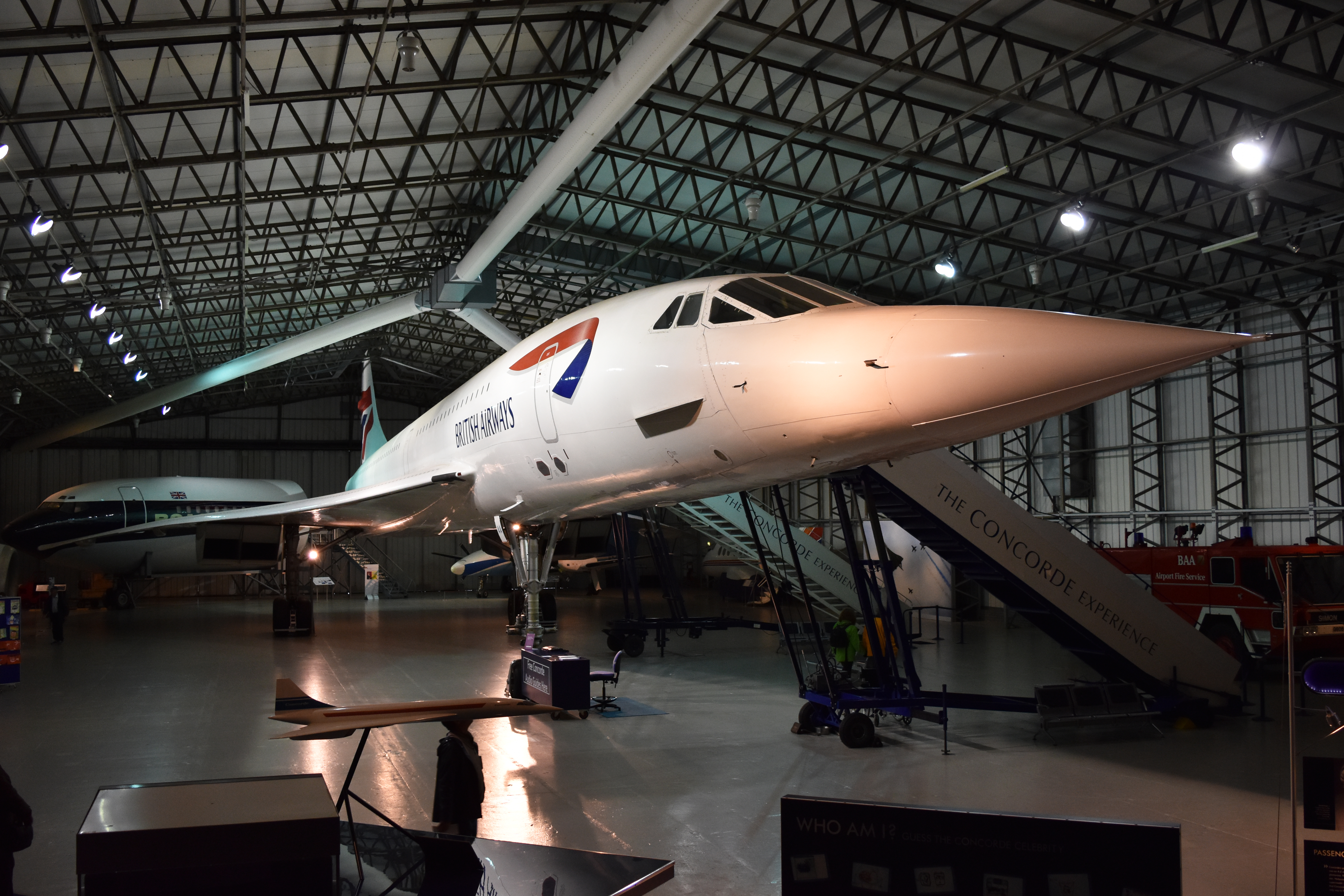
Concorde 102 (G-BOAA) à East Fortune.

- G-BOAA (206) est exposé au National Museum of Flight[28] (qui appartient aux National Museums Scotland (en)), dans la ville d'East Fortune, près d'Édimbourg. Il a effectué son dernier vol le 12 août 2000.

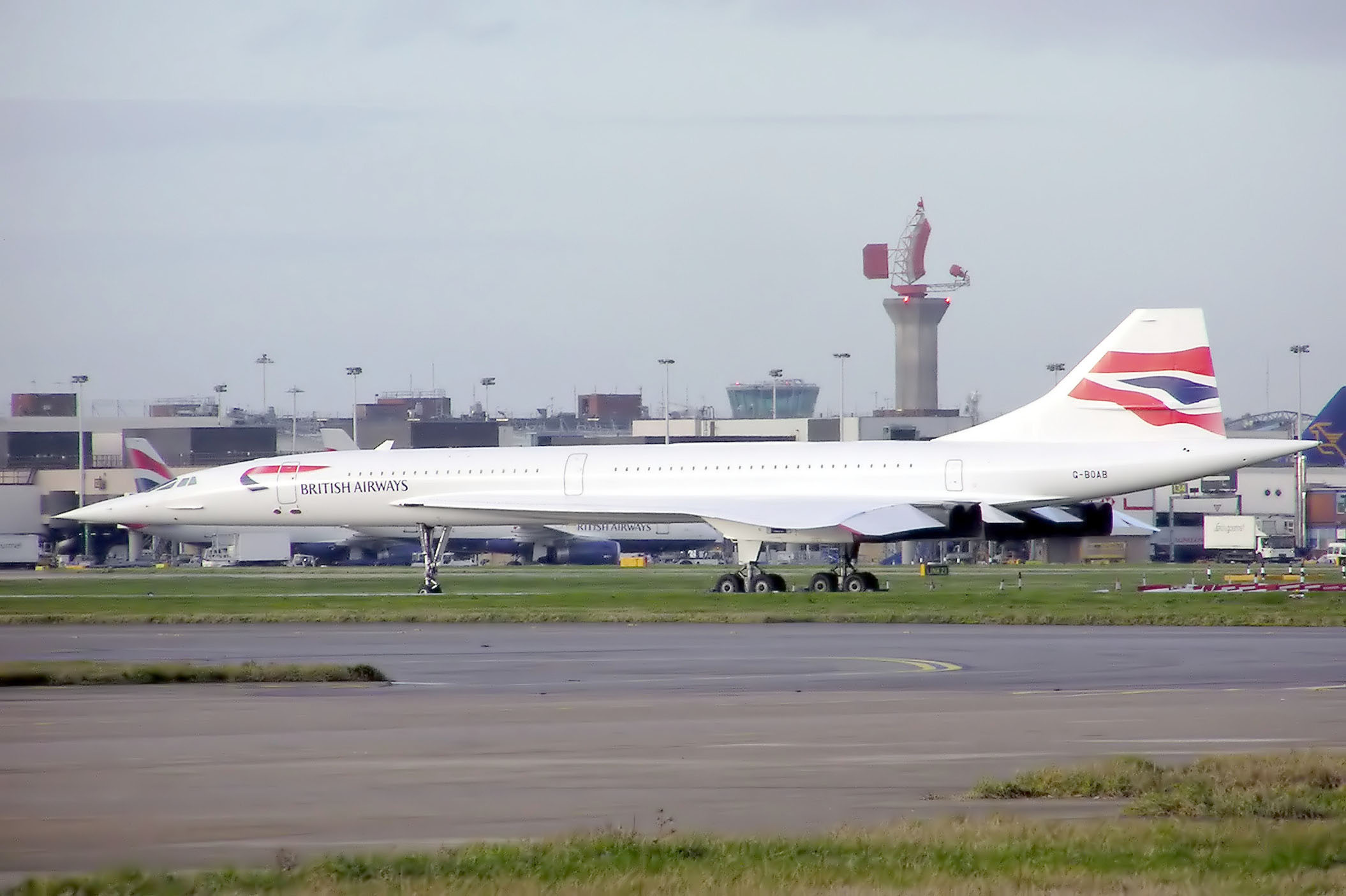
Le 208 à l'aéroport d'Heathrow.

- G-BOAB (208) reste à l'aéroport d'Heathrow. Il ne fut jamais modifié, et ne revola plus après l'accident de Roissy. Contrairement aux concordes présents dans des musées qui peuvent être visités, celui-ci a été dépouillé de l'intérieur et reste parqué sur le seuil de la piste 27 d'Heathrow.

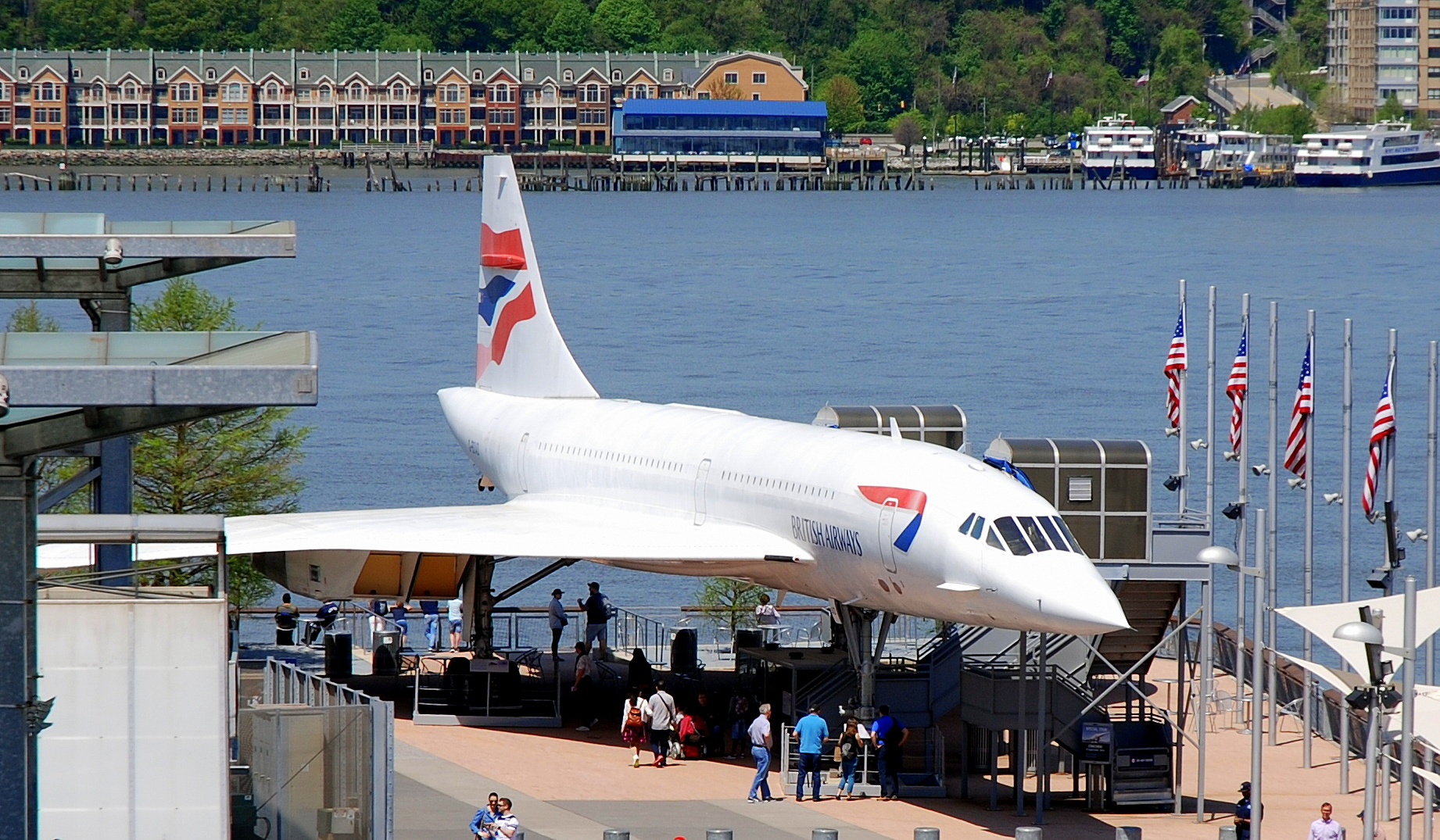
Le 210 près du porte-avions américain USS Intrepid.

- G-BOAD (210) partit d'Heathrow pour la dernière fois le 10 novembre 2003 et atterrit à l'aéroport JFK de New York, d'où il fut transféré sur une barge normalement utilisée pour transporter les réservoirs extérieurs de la navette spatiale, vers le Intrepid Sea-Air-Space Museum de New York, en descendant l'Hudson River et en passant devant la statue de la Liberté. Ses moteurs ont été retirés pour en réduire le poids. Il a été déplacé le 22 décembre 2006 devant l'Aviator Sports and Recreation (en) center situé sur le Floyd Bennett Field à Brooklyn jusqu'à la réouverture du porte-avions USS Intrepid (CV-11) qui eut lieu en novembre 2008. L'avion est aujourd'hui exposé sur le nouveau quai de l'USS Intrepid, aux côtés d’autres avions supersoniques, tels que le SR-71 Blackbird. Il est possible de le visiter. Entre 1977 et 1980, il a été prêté par British Airways à Singapore Airlines pour une liaison Londres-Singapour, l'appareil ayant pendant cette période été repeint aux couleurs de la compagnie singapourienne sur son flanc gauche[29].

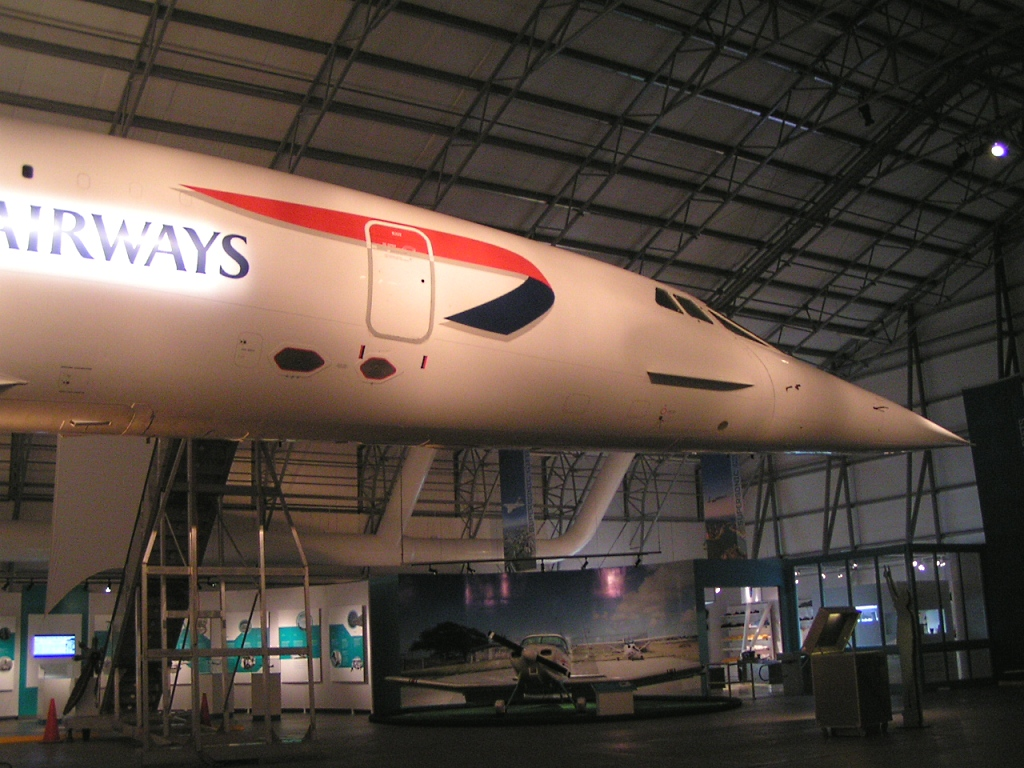
Le Concorde 212 (G-BOAE) à l'aéroport de Bridgetown

- G-BOAE (212) a volé vers l'aéroport international Grantley-Adams à Bridgetown (Barbade), le 17 novembre 2003, avec 70 membres du staff de BA à bord. Le vol, durant moins de quatre heures, atteignit l'altitude maximum certifiée de 60 000 pieds (18 300 m). Un nouveau hangar d'exposition va être construit pour abriter l'appareil, à l'est de l'aéroport de la vieille plantation Spencers. La structure temporaire qui avait été construite pour l'abriter en attendant le hangar définitif ayant été sévèrement endommagée par l'ouragan Ivan en 2004, une autre structure a été construite. Cette exposition a été inaugurée le 12 avril 2007 puis ouverte au public le 16 avril.

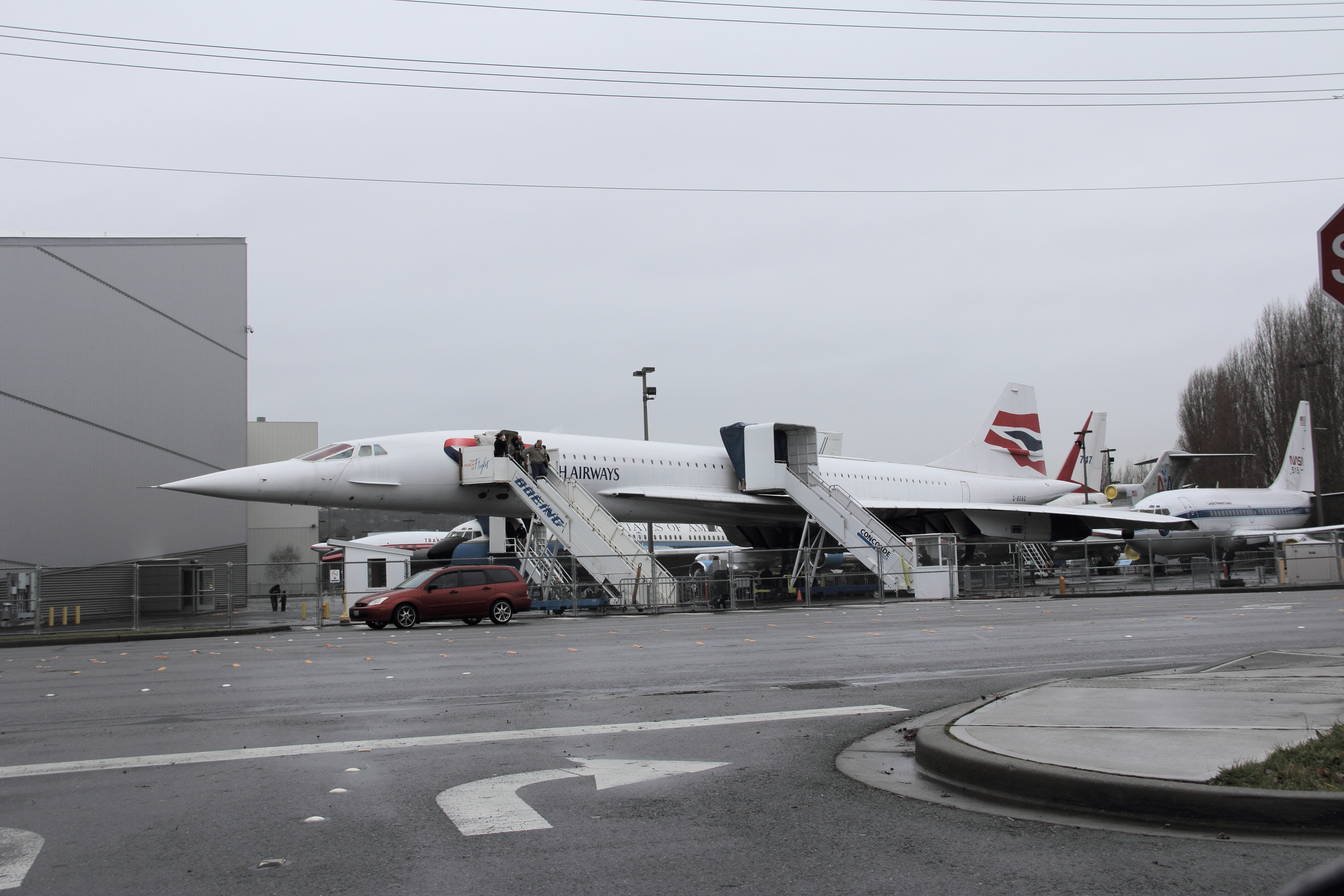
Le Concorde 212 (G-BOAE) au Museum of Flights de Seattle

- G-BOAG (214), l'appareil qui fit le vol final Speedbird 2 depuis New York le 24 octobre 2003, quitta Heathrow pour la dernière fois le 3 novembre 2003. Il passa une journée d'attente et de maintenance à New York avant de faire un vol supersonique inhabituel (ce qui demande une autorisation spéciale) au-dessus de la partie inhabitée du Canada nord, le 5 novembre 2003, jusqu’à Seattle, où il sera exposé au Museum of Flight[30], à côté du tout premier Boeing 747 et d'un ancien Comet de la BOAC. Ce Concorde a été utilisé comme une source de pièces détachées avant d'être restauré à l'aide de pièces de l'appareil 211 (F-BVFD) d'Air France.

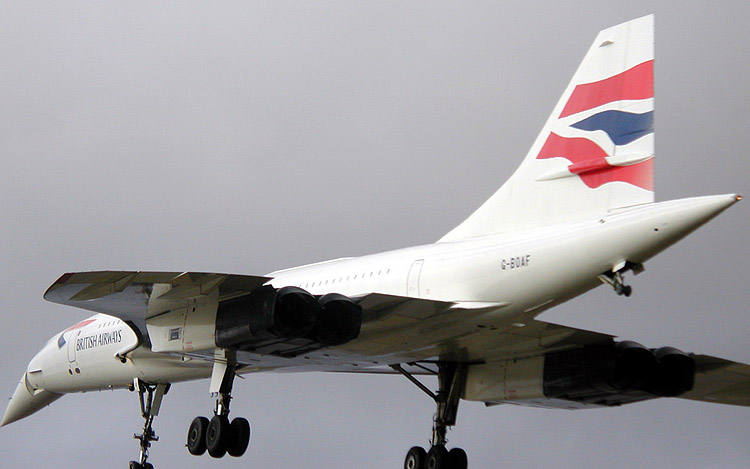
Le 216 lors du dernier de tous les vols de Concorde

- G-BOAF (216), le dernier Concorde à avoir été construit, fit son Concorde's final ever flight (tout dernier vol Concorde) le mercredi 26 novembre 2003. Parti d'Heathrow à 11:30 UTC, il fit le dernier vol supersonique, emportant avec lui une centaine de membres d'équipage de British Airways, au-dessus du Golfe de Gascogne. Il fit enfin un dernier tour d'honneur au-dessus de Bristol, en passant sur Portishead, Clevedon, Weston-super-Mare, l'aéroport international de Bristol et Clifton Suspension Bridge, avant d'atterrir à Filton, peu après 13:00 GMT. Il a été accueilli par le Prince Andrew, qui a formellement accepté son transfert. L'appareil sera la vedette du Bristol Aviation Heritage Museum (ouvert en 2004) au Royaume-Uni[31]. Bien qu'il ne fasse pas partie de la commande originale de British Airways, G-BOAF a été acheté pour 1 FRF dans les années 1980.

## Tableau récapitulatif
| Numéro | Immatriculation | Premier vol      | Dernier vol      | Heures de vol | Localisation                                                                     | Pays        |                        |
| ------ | --------------- | ---------------- | ---------------- | ------------- | -------------------------------------------------------------------------------- | ----------- | ---------------------- |
| 001    | F-WTSS          | 2 mars 1969      | 19 octobre 1973  | 812           | Musée de l'air et de l'espace, Le Bourget                                        | France      | 48,946054, 2,433083    |
| 002    | G-BSST          | 9 avril 1969     | 4 mars 1976      | 836           | Fleet Air Arm Museum (en), Yeovilton                                             | Royaume-Uni | 51,014691, −2,637145   |
| 101    | G-AXDN          | 17 décembre 1971 | 20 août 1977     | 632           | Imperial War Museum, Duxford                                                     | Royaume-Uni | 52,097061, 0,137128    |
| 102    | F-WTSA          | 10 janvier 1973  | 20 mai 1976      | 656           | Athis Aviation, Athis-Mons                                                       | France      | 48,715778, 2,372063    |
| 201    | F-WTSB          | 6 décembre 1973  | 19 avril 1985    | 909           | Musée Aeroscopia, Blagnac                                                        | France      | 43,660334, 1,360701    |
| 202    | G-BBDG          | 13 décembre 1974 | 24 décembre 1981 | 1283          | Brooklands Museum (en), Weybridge                                                | Royaume-Uni | 51,355271, −0,464222   |
| 203    | F-BTSC          | 31 janvier 1975  | 25 juillet 2000  | 11989         | Détruit au décollage (Vol 4590 Air France) à Gonesse, près de Paris              | France      | 48,985556, 2,472222    |
| 204    | G-BOAC          | 27 février 1975  | 31 octobre 2003  | 22260         | Aéroport de Manchester, Viewing Park                                             | Royaume-Uni | 53,353051, −2,284888   |
| 205    | F-BVFA          | 27 octobre 1975  | 12 juin 2003     | 17824         | Centre Steven F. Udvar-Hazy, musée national d'aéronautique, Chantilly (Virginie) | États-Unis  | 38,909955, −77,444207  |
| 206    | G-BOAA          | 5 novembre 1975  | 12 août 2000     | 22768         | Museum of Flight, East Fortune                                                   | Royaume-Uni | 55,996428, −2,717343   |
| 207    | F-BVFB          | 6 mars 1976      | 24 juin 2003     | 14771         | Auto & Technik Museum, Sinsheim                                                  | Allemagne   | 49,239507, 8,897164    |
| 208    | G-BOAB          | 18 mai 1976      | 15 août 2000     | 22296         | Aéroport Heathrow, Londres                                                       | Royaume-Uni | 51,475384, −0,421903   |
| 209    | F-BVFC          | 9 juillet 1976   | 27 juin 2003     | 14332         | Musée Aeroscopia, Blagnac                                                        | France      | 43,659468, 1,360511    |
| 210    | G-BOAD          | 25 août 1976     | 10 novembre 2003 | 23397         | Intrepid Sea-Air-Space Museum, New York                                          | États-Unis  | 40,765668, −74,001781  |
| 211    | F-BVFD          | 10 février 1977  | 27 mai 1982      | 5814          | Accidenté, ses restes sont entreposés à Dugny, près du Bourget                   | France      | 48,951721, 2,422949    |
| 212    | G-BOAE          | 17 mars 1977     | 17 novembre 2003 | 23376         | Aéroport international Grantley-Adams                                            | Barbade     | 13,080981, −59,485187  |
| 213    | F-BTSD          | 26 juin 1978     | 14 juin 2003     | 12974         | Musée de l'air et de l'espace, Le Bourget                                        | France      | 48,946054, 2,433083    |
| 214    | G-BOAG          | 21 avril 1978    | 5 novembre 2003  | 16239         | Museum of Flight, Seattle                                                        | États-Unis  | 47,519554, −122,299097 |
| 215    | F-BVFF          | 26 décembre 1978 | 11 juin 2000     | 12421         | Aéroport Paris-Charles-de-Gaulle, Roissy                                         | France      | 49,010649, 2,55326     |
| 216    | G-BOAF          | 20 avril 1979    | 26 novembre 2003 | 18257         | Filton (en), Bristol                                                             | Royaume-Uni | 51,517539, −2,589906   |